# Cryphia obscurior
Cryphia obscurior là một loài bướm đêm trong họ Noctuidae.